# Caylusea latifolia
Caylusea latifolia là một loài thực vật có hoa trong họ Resedaceae. Loài này được P.Taylor mô tả khoa học đầu tiên năm 1958.